# Kristianstadsbrigaden
Kristianstadsbrigaden (PB 26) även känd som Norringebrigaden, var en pansarbrigad inom svenska armén som verkade i olika former åren 1949–1994. Förbandsledningen var förlagd i Kristianstads garnison i Kristianstad.

## Historik
Kristianstadsbrigaden sattes upp mellan åren 1949 och 1951 under namnet Kristianstadsbrigaden (IB 26) genom att fältregementet (krigsförbandet) Norra skånska regementet (I 6) omorganiserades genom försvarsbeslutet 1948 till infanteribrigad.
I samband med försvarsbeslutet 1958 beslutades det att åtta pansarbrigader med nya stridsfordon skulle organiseras inom armén. Ett beslut som av ekonomiska skäl ändrades i augusti 1960, till att endast omfatta sju pansarbrigader. Vilket infanteriregementet som skulle få den sjunde brigaden var en kamp som kom att stå mellan Norra skånska infanteriregementet (I 6) och Älvsborgs regemente (I 15). Med tanke på att Älvsborgs regemente utbildat pansarinfanteri till både PB 5 och PB 9 sedan 1951 borde regementet legat närmst till hands. Dock meddelade arméchefen Thord C:son Bonde den 9 januari 1962 att Norra skånska infanteriregementet skulle omorganiseras till pansarregemente och att PB 5 skulle avvecklas som pansarbrigad senast 1968. 
Från början var det tänkt att Skånebrigaden (IB 37) vid Norra skånska infanteriregementets skulle omorganiseras till pansarbrigad och få beteckningen PB 37 och att en fjärde pansarbrigad i Skåne skulle få beteckningen PB 26. Dock föll förslaget på att Skånebrigadens mobiliseringsområde låg öster om Ringsjön och med det för långt ifrån regementet i Kristianstad. Någon fjärde pansarbrigad kom aldrig att sättas upp utan det blev Kristianstadsbrigaden (IB 26) som blev den brigad vid I 6 som skulle omorganiseras till typförbandet "Pansarbrigad 63" (PB 63). Anledning till att brigaden ej blev PB 6 var att beteckningen redan var upptagen av Blåa brigaden (PB 6). 
Inför försvarsbeslutet 1972 föreslog Försvarets fredsorganisationsutredning, att minst tre pansarregementen skulle avvecklas eller omorganiseras till infanteri, av de skånska pansarförbanden var det PB 26 tillsammans med PB 8 som var avlivningshotade. Men 1973 beslutade då varande arméchef Carl Eric Almgren att samtliga skånska förband skulle bibehållas. Istället kom Blåa brigaden (PB 6) i Enköping och Södermanlandsbrigaden (PB 10) i Strängnäs att avvecklas.
I 1988 års försvarsutredning (FU 88) föreslogs att PB 26 skulle överföras till Södra skånska regementet (P 7), som då skulle få ansvaret över två brigader. Men istället kom brigaderna vid regementena Livregementets grenadjärer (I 3), Kronobergs regemente (I 11) och Bohusläns regemente (I 17) samt samtliga infanteribrigader av typförbandsmodell IB 66M att avvecklas.
Inför försvarsbeslutet 1992 föreslogs PB 26 ytterligare en gång för nedläggning, detta trots att militärbefälhavaren för Södra militärområdet, Gustaf Welin ansåg att PB 26 vid den tiden var landets modernaste pansarbrigad. Och enligt den före detta chefen för Skånska dragonregementet (P 2), Hans Nilsson var brigaden ”landets, materiellt sett, effektivaste operativa anfallsförband, utrustat med stridsvagn 104 med möjlighet att skjuta och strida under gång”. 
Brigaden kom ändå att avvecklas den 30 juni 1994 genom försvarsbeslutet 1992, detta dels på grund av Sveriges totala värnpliktsvolym skulle minskas, i syfte för att frigöra pengar till modern materiel såsom nya stridsvagnar.

## Verksamhet
Brigaden organiserades till en början som en infanteribrigad av förbandstypen Infanteribrigad 49 och Infanteribrigad 59. Efter att regementet med brigad överfördes till pansartrupperna, var brigaden färdigutbildad samt tillförd pansarmateriel i sin helhet åren 1968/1969. Därav kom PB 5 att kvarstå som pansarbrigad fram till 1969, (dock organiserades efter "Pansarbrigad 58") därefter omorganiseras PB 5 till infanteribrigaden IB 45 efter förbandstypen Infanteribrigad 66. PB 26 var tänkt att beväpnas med Stridsvagn 74, men kom istället att beväpnas med Stridsvagn 81, som snart modifierade och fick beteckningen Stridsvagn 102. År 1984 tillfördes brigaden Stridsvagn 104, vilken var en modifierad Stridsvagn 102. Brigaden ingick tillsammans med de övriga skånska pansarbrigaderna Malmöbrigaden (PB 7) och Göingebrigaden (PB 8) i 13. fördelningen (avvecklad 2000), vilken kallades för Pansarfördelningen. Pansarbandvagnarna vid brigaden överfördes 1992 till Gotlandsbrigaden (PB 18), som var i behov av upprustning.
Vid avvecklingen av brigaden kom brigadens totalt 80 vagnarna Stridsvagn 104 att fördelas på andra brigader. 60 vagnar överfördes redan 1992 till Södermanlandsbrigaden (MekB 10). Dessa kom 1994 att överföras till Gotlandsbrigaden. 2. mekaniserade bataljonen vid brigaden överfördes efter avvecklingen till Södra skånska brigaden (MekB 7).

### Bataljoner
Huvuddelen av brigaden grundutbildades vid Norra skånska regementet (P 6/Fo 14). År 1973 bestod brigaden av nedan organisation.
| - 26. pansarbrigadstaben - 1x pansarbrigadstab - 1x pansarbrigadartillerichef - 1x pansarspaningskompani - 3x pansarbataljon - 3x pansarbataljonsstab - 6x pansarskyttekompani - 6x stridsvagnskompani - 3x pansarhaubitskompani - 3x pansartrosskompani | - 1x pansaringenjörsbataljon - 1x pansaringenjörsbataljonsstab - 1x pansaringenjörskompani - 1x pansaringenjörskompani - 1x pansaringenjörsmaterielkompani - 1x pansarunderhållsbataljon - 1x pansartransportkompani - 1x pansarreparationskompani - 1x pansarintendenturkompani - 1x lätt pansarunderhållskompani - 1x pansarsjukvårdskompani |

## Heraldik och traditioner
År 1967 antog brigadchefen "Gripen" som marsch, vilken är skriven av Ille Gustafsson, och tillägnad chefen för Norra skånska infanteriregementet (I 6), översten och friherren Robert Marks von Würtemberg. I övrigt delade brigaden samma traditioner som regementet, Norra skånska infanteriregementet. I samband med att regementet och dess brigad avvecklades, instiftades 1994 Norra Skånska regementets (P 6/Fo 14) minnesmedalj (NSkånregMSM) i Silver. Medaljen är av den 8:e storleken, och bandet är rött med en smal gul rand på vardera sidan. Brigadens traditioner kom vid avvecklingen att överföras på Skånska dragonbrigaden (PB 8). 

## Förbandschefer
- 1963–1969: Övlt. Stig Colliander
- 1969–1981: Öv. Bengt Bertilsson
- 1981–1984: Öv. Rutger Igelstam
- 1984–1988: Öv. Gert Nilsson
- 1988–1992: Öv. Roland Appelqvist
- 1992–1994: Öv. Åke Johansson

## Namn, beteckning och förläggningsort
| Kristianstadsbrigaden | 1949-10-01 | – | 1994-06-30 |

| IB 26 | 1949-10-01 | – | 1963-03-31 |
| PB 26 | 1963-04-01 | – | 1994-06-30 |

| Kristianstads garnison (F) | 1949-10-01 | – | 1994-06-30 |